# Michael Fimognari
Michael Fimognari (* 26. Juni 1974 in Pittsburgh, Pennsylvania) ist ein US-amerikanischer Kameramann und Regisseur.

## Leben
Michael Fimognari schloss sein Kamera-Studium 2002 an der USC School of Cinematic Arts in Los Angeles ab. Danach wurde er als Kameramann tätig, zu seinen Produktionen gehören zahlreiche Horrorfilme. Er wirkte an mehr als 60 Produktionen mit.
2020 wurde mit To All the Boys: P.S. I Still Love You sein Spielfilmregiedebüt auf Netflix veröffentlicht. Fimognari zeichnete hier auch für die Kameraarbeit verantwortlich. Ere inszenierte auch die Fortsetzung To All the Boys: Always and Forever.

## Filmografie (Auswahl)

### Kamera
- 2000: The Day Before (Kurzfilm)
- 2002: Casablanca (Kurzfilm)
- 2002: Issaquena (Kurzfilm)
- 2002: American Gulag (Kurzfilm)
- 2002: Vacation (Kurzfilm)
- 2002: Sit and Spin (Kurzfilm)
- 2002: The Ultimate Documentary (Dokumentar-Kurzfilm)
- 2004: 2+1 (Kurzfilm)
- 2004: Restive Planet (Kurzfilm)
- 2004: The First Vampire: Don't Fall for the Devil's Illusions (Kurzfilm)
- 2004: Knots – Liebesbande (Knots)
- 2004: Fighting Tommy Riley
- 2004: Code (Kurzfilm)
- 2005: The 12 Dogs of Christmas
- 2006: Think Tank
- 2006: Unrest – Schrei nicht, du weckst die Toten (Unrest)
- 2006: Going to Pieces: The Rise and Fall of the Slasher Film (Dokumentarfilm)
- 2007: Black Irish
- 2007: Everybody Wants to Be Italian
- 2007: Ein Nachbar zum Verlieben?
- 2008: Elevator People Bring You Up When You're Feeling Down (Kurzfilm)
- 2008: Shuttle
- 2008: Yonkers Joe
- 2009: Le chat est mort (Kurzfilm)
- 2009: Dare – Hab’ keine Angst. Tu’s einfach! (Dare)
- 2010: Au Revoir Taipeh
- 2010: Brotherhood – Die Bruderschaft des Todes (Brotherhood)
- 2010: Beautiful Boy
- 2010: Backwash (Fernsehserie)
- 2010: The Locked Room (Kurzfilm)
- 2010: The Last Harbor
- 2011: Leave
- 2011: On Sunday Morning (Kurzfilm)
- 2011: 96 Minuten (96 Minutes)
- 2012: The Millionaire Tour
- 2012: Crawlspace
- 2012: The Honor of Killing (Tomorrow You’re Gone)
- 2013: Oculus
- 2013: The Walking Dead: Webisodes (Webserie, 3 Episoden)
- 2014: 10 Cent Pistol
- 2014: Jessabelle – Die Vorhersehung (Jessabelle)
- 2014: Farewell My King (Kurzfilm)
- 2015: House of Horror (Demonic)
- 2015: The Lazarus Effect
- 2015: Visions
- 2016: Ruf der Macht – Im Sumpf der Korruption (Misconduct)
- 2016: The Cleanse (The Master Cleanse)
- 2016: Before I Wake (Somnia)
- 2016: Abattoir – Er erwartet dich! (Abattoir)
- 2016: Ouija: Ursprung des Bösen (Ouija: Origin of Evil)
- 2016: Untitled Paranormal Project (Fernsehfilm)
- 2017: Wenn du stirbst, zieht dein ganzes Leben an dir vorbei, sagen sie (Before I Fall)
- 2017: Das Spiel (Gerald’s Game)
- 2017: The Haunted (Fernsehfilm)
- 2018: Fast Color
- 2018: To All the Boys I’ve Loved Before
- 2018: Spuk in Hill House (The Haunting of Hill House, Miniserie, 10 Episoden)
- 2019: Doctor Sleeps Erwachen (Doctor Sleep)
- 2020: To All the Boys: P.S. I Still Love You
- 2021: To All the Boys: Always and Forever

### Regie
- 2002: Ocha Cups for Christmas (Kurzfilm)
- 2020: To All the Boys: P.S. I Still Love You
- 2021: To All the Boys: Always and Forever